# F1 2016
F1 2016 (o anche Formula 1 2016) è un videogioco di guida basato sulla stagione 2016, sviluppato e pubblicato da Codemasters, distribuito in Europa il 19 agosto 2016 per PlayStation 4, Xbox One Microsoft Windows e iOS. È il secondo gioco di Formula 1 per console di ottava generazione.
Una versione per macOS, sviluppata da Feral Interactive è stata pubblicata nell'aprile 2016. Ne è stata sviluppata una versione mobile, per Android e iOS.

## Nuove caratteristiche
A differenza del precedente capitolo, sono state reintrodotte le Safety Car e la modalità carriera per dieci stagioni. Altra novità è stata l'introduzione della Virtual Safety Car. Ora il sistema di guida è basato su una fisica semi-realistica. È stato migliorato il sistema di riconoscimento vocale per interagire con il proprio ingegnere tramite PlayStation Camera, Kinect o cuffie con microfono.
Sono stati inseriti il circuito di Baku e il team Haas F1 Team e il Renault Sport F1 Team. Sono stati implementati degli aggiornamenti durante la carriera tramite obiettivi prefissati dagli ingegneri. Nella modalità carriera si avrà la facoltà di scegliere un avatar e un numero per il proprio pilota. Il gioco offre anche l'area hospitality e paddock per interagire con i vari ingegneri.
Altre novità riguarda la possibilità di eseguire un giro di ricognizione, la facoltà di eseguire una partenza manuale e l'inserimento del limitatore della pit lane. La modalità multigiocatore è ora composta da 22 partecipanti. La fisica dei danni è simile alla realtà, con cavi di ritenzione blocca-pneumatici. L'IA del gioco è stata migliorata (è stato anche inserito un nuovo livello di difficoltà chiamato "Definitiva" ma è ancora migliorabile perché l'IA deve essere ancora perfezionato).
Nella versione italiana la telecronaca è di Carlo Vanzini con il commento tecnico di Luca Filippi.

## Piloti e team
F1 2016 include tutti i 22 piloti tutte le 11 squadre della stagione 2016 di Formula 1.
| Scuderia                      | Costruttore               | Telaio | Power Unit        | Gomme | Nº | Piloti             |
| ----------------------------- | ------------------------- | ------ | ----------------- | ----- | -- | ------------------ |
| Mercedes-AMG Petronas F1 Team | Mercedes                  | W07    | Mercedes          | P     | 44 | Lewis Hamilton     |
| Mercedes-AMG Petronas F1 Team | Mercedes                  | W07    | Mercedes          | P     | 6  | Nico Rosberg       |
| Scuderia Ferrari              | Ferrari                   | SF16-H | Ferrari           | P     | 5  | Sebastian Vettel   |
| Scuderia Ferrari              | Ferrari                   | SF16-H | Ferrari           | P     | 7  | Kimi Räikkönen     |
| Williams Martini Racing       | Williams-Mercedes         | FW38   | Mercedes          | P     | 19 | Felipe Massa       |
| Williams Martini Racing       | Williams-Mercedes         | FW38   | Mercedes          | P     | 77 | Valtteri Bottas    |
| Red Bull Racing               | Red Bull Racing-TAG Heuer | RB12   | TAG Heuer Renault | P     | 3  | Daniel Ricciardo   |
| Red Bull Racing               | Red Bull Racing-TAG Heuer | RB12   | TAG Heuer Renault | P     | 33 | Max Verstappen     |
| Sahara Force India F1 Team    | Force India-Mercedes      | VJM09  | Mercedes          | P     | 11 | Sergio Pérez       |
| Sahara Force India F1 Team    | Force India-Mercedes      | VJM09  | Mercedes          | P     | 27 | Nicolas Hülkenberg |
| Renault Sport F1 Team         | Renault                   | RS16   | Renault           | P     | 20 | Kevin Magnussen    |
| Renault Sport F1 Team         | Renault                   | RS16   | Renault           | P     | 30 | Jolyon Palmer      |
| Scuderia Toro Rosso           | STR-Ferrari               | STR11  | Ferrari (2015)    | P     | 55 | Carlos Sainz Jr.   |
| Scuderia Toro Rosso           | STR-Ferrari               | STR11  | Ferrari (2015)    | P     | 26 | Daniil Kvyat       |
| Sauber F1 Team                | Sauber-Ferrari            | C35    | Ferrari           | P     | 9  | Marcus Ericsson    |
| Sauber F1 Team                | Sauber-Ferrari            | C35    | Ferrari           | P     | 12 | Felipe Nasr        |
| McLaren Honda                 | McLaren-Honda             | MP4-31 | Honda             | P     | 14 | Fernando Alonso    |
| McLaren Honda                 | McLaren-Honda             | MP4-31 | Honda             | P     | 22 | Jenson Button      |
| Manor Racing MRT              | MRT-Mercedes              | MRT05  | Mercedes          | P     | 94 | Pascal Wehrlein    |
| Manor Racing MRT              | MRT-Mercedes              | MRT05  | Mercedes          | P     | 88 | Rio Haryanto       |
| Haas F1 Team                  | Haas-Ferrari              | VF-16  | Ferrari           | P     | 8  | Romain Grosjean    |
| Haas F1 Team                  | Haas-Ferrari              | VF-16  | Ferrari           | P     | 21 | Esteban Gutiérrez  |

## Circuiti
F1 2016 contiene tutti i 21 circuiti della stagione 2016 di Formula 1.
| No. | Gran Premio                             | Circuito                           | Sede                |
| --- | --------------------------------------- | ---------------------------------- | ------------------- |
| 1   | Rolex Australian Grand Prix             | Albert Park Circuit                | Melbourne           |
| 2   | Gulf Air Bahrain Grand Prix             | Bahrain International Circuit      | Manama              |
| 3   | Pirelli Chinese Grand Prix              | Shanghai International Circuit     | Shanghai            |
| 4   | Russian Grand Prix                      | Autodrome Sochi                    | Sochi               |
| 5   | Pirelli Gran Premio de España           | Circuit de Barcelona-Catalunya     | Barcellona          |
| 6   | Grand Prix de Monaco                    | Circuit de Monaco                  | Monte Carlo         |
| 7   | Grand Prix du Canada                    | Circuit Gilles Villeneuve          | Montréal            |
| 8   | Grand Prix of Europe                    | Baku Street Circuit                | Baku                |
| 9   | Großer Preis von Österreich             | Red Bull Ring                      | Spielberg           |
| 10  | British Grand Prix                      | Silverstone Circuit                | Silverstone         |
| 11  | Pirelli Magyar Nagydíj                  | Hungaroring                        | Budapest            |
| 12  | Santander Großer Preis von Deutschland  | Hockenheimring                     | Hockenheim          |
| 13  | Shell Belgian Grand Prix                | Circuit de Spa-Francorchamps       | Francorchamps       |
| 14  | Gran Premio d'Italia                    | Autodromo nazionale di Monza       | Monza               |
| 15  | Singapore Airlines Singapore Grand Prix | Marina Bay Street Circuit          | Singapore           |
| 16  | Petronas Malaysian Grand Prix           | Sepang International Circuit       | Sepang              |
| 17  | Japanese Grand Prix                     | Suzuka International Racing Course | Suzuka              |
| 18  | United States Grand Prix                | Circuit of the Americas            | Austin              |
| 19  | Gran Premio de México                   | Autodromo Hermanos Rodríguez       | Città del Messico   |
| 20  | Petrobras Grande Prêmio do Brasil       | Autódromo José Carlos Pace         | San Paolo           |
| 21  | Etihad Airways Abu Dhabi Grand Prix     | Yas Marina Circuit                 | Emirati Arabi Uniti |